# Geschützter Landschaftsbestandteil Hecke und Hohlweg am Mühlenfeld
Der Geschützte Landschaftsbestandteil Hecke und Hohlweg am Mühlenfeld mit einer Flächengröße von 1,21 ha liegt östlich von Leitmar im Stadtgebiet von Marsberg. Das Gebiet wurde 2008 mit dem Landschaftsplan Marsberg durch den Kreistag des Hochsauerlandkreises als Geschützter Landschaftsbestandteil (LB) ausgewiesen. Der LB ist umgeben vom Landschaftsschutzgebiet Freiflächen um Leitmar. Der LB beginnt direkt am östlichen Dorfrand.

## Beschreibung
Der Landschaftsplan führt zum LB aus: „Es handelt sich um einen bis zu 5 m tief eingeschnittenen, west-ost-verlaufenden Hohlweg, dessen Böschungen mit einer artenreichen, dichten Naturhecke bestockt sind. Der Wegeabschnitt ist offenbar Teil einer alten Verbindung zwischen Leitmar und Heddinghausen und im östlichen Teil komplett zugewachsen. In der offenen, sonst nicht weiter durch Gehölze gegliederten Feldflur östlich von Leitmar stellt die Hecke ein gliederndes und belebendes Landschaftselement dar, das die ortsnahen Freiflächen deutlich aufwertet und – ähnlich wie der Geschützter Landschaftsbestandteil Hohlweg südlich Leitmar – eine kulturhistorisch gewachsene Verbindung zwischen Ort und freier Landschaft repräsentiert.“

## Schutzzweck
Die Ausweisung als LB erfolgte:
- Zur Erhaltung, Entwicklung oder Wiederherstellung der Leistungs- und Funktionsfähigkeit des Naturhaushaltes
- Zur Belebung, Gliederung oder Pflege des Orts- und Landschaftsbildes
- Zur Abwehr schädlicher Einwirkungen

Das LB stellt, wie die anderen LBs im Landschaftsplangebiet, einen herausragenden Lebensraum für die ökologischen Leistungsfähigkeit des Naturhaushaltes dar. Dient ferner als landschaftsgliederndes und -belebendes Element. Die Ausweisung dient der Abwehr realer oder potenzieller schädlicher Einwirkungen durch Pflanzenentnahme, Relief- oder Gewässerveränderungen usw.